# Idaea ostrina
Idaea ostrina là một loài bướm đêm trong họ Geometridae.